# Майлз Джозеф Берклі
Майлз Джозеф Берклі (англ. Miles Joseph Berkeley, 1 квітня 1803, Біггін Холл, Нортгемптоншир, Англія — 30 липня 1889) — англійський ботанік.

## Біографія
Майлз Джозеф Берклі отримав освіту у школі Рагбі та Крайст-коледжі у Кембриджі, пізніше був парафіяльним священиком у Апторпі (1837) та Сіббертофті (1868) та весь вільний час займався ботанікою, в особливості лишайниками, і зрештою став провідним британським знавцем грибів та патології рослин.
Першим його твором був Gleanings of British algae (1833).
Пізніше він опрацював останній том English Flora (1836) та опублікував Introduction to Cryptogamic Botany (1857), Outlines of British Fungology (1860).
Окрім того, Берклі написав для Encyclopaedia of agriculture статті The diseases of plants, для Gardeners Chronicle — On Vegetable Pathology (1854).
Співпрацював у Transactions Лондонського Ліннеївського товариства та інших спеціальних виданнях.
Його гербарій, що зберігається в Королівських ботанічних садах в К'ю, який містить близько 9000 зразків і доповнений позначками та малюнками, є одним з найзначніших в своєму роді у світі.
У червні 1879 року він був обраний членом Лондонського королівського товариства та був нагороджений Королівською медаллю цього товариства у 1863 році.
Помер у своєму будинку священика, у Сіббертофті (англ. Sibbertoft), недалеко від Маркет Харборо (англ. Market Harborough)30 липня 1889 року.